# 内藤政峻
内藤 政峻（ないとう まさみち）は、江戸時代中期から後期にかけての大名。三河国挙母藩3代藩主。官位は従五位下・山城守、摂津守。挙母藩内藤家7代。

## 生涯
安永7年（1778年）1月29日、初代藩主・内藤政苗の兄で、本家・日向国延岡藩を継いだ内藤政陽の次男として誕生。寛政6年（1794年）に2代藩主・内藤学文が嗣子無くして死去したため、養子として家督を継ぎ、12月16日に従五位下・山城守に叙位・任官する。
先代からの財政難には、政峻の時代になっても矢作川の洪水における凶作などで苦しむこととなり、財政再建のために寛政7年（1795年）から10ヵ年に及ぶ倹約令を出している。寛政8年（1796年）には石井鶴山を招聘して文武を奨励し、人材育成に努めた。文化元年（1804年）には倹約令を5ヵ年延長している。しかし家老の津村吉徳による専横で藩政が混乱するなどして、財政改革は結局失敗し、文化10年（1813年）2月27日に家督を養子・政成に譲って隠居し、穂嶺と号した。
文政5年（1822年）6月20日に死去した。享年45。

## 系譜
父母
- 内藤政陽（実父）
- 根岸氏 ー 側室（実母）
- 内藤学文（養父）

正室
- 大久保恵津子 ー 大久保忠喜の娘

側室
- 幾 ー 島田氏
- 辰 ー 久野氏

子女
- 内藤政照（長男）
- 内藤政興（次男）
- 内藤政恒
- 内藤甲子 ー 内藤政成正室（長女）生母は幾（側室）
- 青山忠良正室

養子
- 内藤政成 ー 井伊直中の八男